# Mycetia longifolia
Mycetia longifolia är en måreväxtart som först beskrevs av Nathaniel Wallich, och fick sitt nu gällande namn av Carl Ernst Otto Kuntze. Mycetia longifolia ingår i släktet Mycetia och familjen måreväxter. Inga underarter finns listade i Catalogue of Life.